# Jasna plamistość ziemniaka

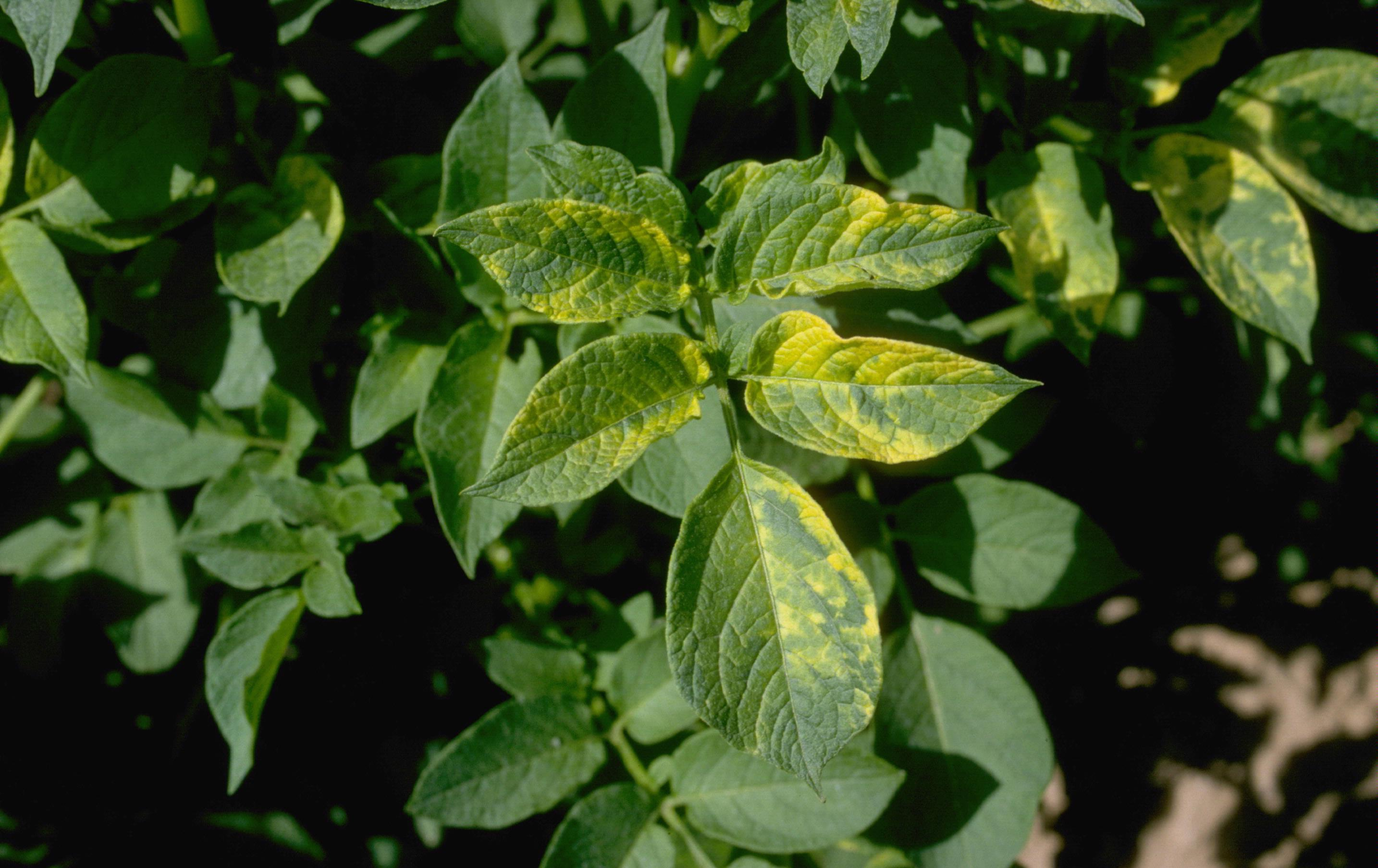

Jasna plamistość ziemniaka (ang. necrotic tip curl of tomato) – wirusowa choroba ziemniaka wywoływana przez wirusa mozaiki lucerny (Alfalfa mosaic virus, AlMV).
Ten sam wirus AMV powoduje również mozaikę lucerny. Występuje w przyrodzie na wielu dziko rosnących roślinach, zwłaszcza z rodziny bobowatych. Przenoszony jest przez mszyce. U ziemniaka (Solanum tuberosum) powoduje powstawanie chlorotycznych, żółtych przebarwień na liściach. Niektóre szczepy wirusa mogą powodować poważną karłowatość i martwicę łodyg i bulw.
Jasna plamistość ziemniaka nie powoduje znaczącej obniżki plonu. Mszyce przenoszą wirus AMV na plantacje ziemniaków z pobliskich zainfekowanych nim upraw lucerny lub koniczyny. Insektycydy nie są skuteczne. Kontrola AMV jest podobna do kontroli Potato virus Y powodującego smugowatość ziemniaka. Zaleca się tylko sadzenie ziemniaków z dala od upraw lucerny lub koniczyny.